# Кленовое 1
 Кленовое 1  — деревня в Кумёнском районе Кировской области в составе Большеперелазского сельского поселения.

## География
Расположена на расстоянии примерно 9 км на юг-юго-восток от районного центра поселка Кумёны.

## История
Известна с 1702 года как починок Кленовской с 2 дворами, в 1764 году 123 жителя. В 1873 году здесь (починок Кленовский 2-й) дворов 22 и жителей 175, в 1905 (деревня Кленовская 1-я или Большая Заложица) 30 и 178, в 1926 (Кленовое 1-е или Большая Заложица) 36 и 169, в 1950 40 и 136, в 1989 5 жителей.

## Население
Постоянное население составляло 9 человек (русские 100%) в 2002 году, 3 в 2010.